# Setosophroniella australica
Setosophroniella australica là một loài bọ cánh cứng trong họ Cerambycidae.